# Dipartimento della protezione civile
Il Dipartimento della protezione civile è la struttura del governo italiano preposta al coordinamento delle attività relative al servizio nazionale della protezione civile. Istituito dal d.p.c.m. 13 febbraio 1990, n. 112, è incardinato presso la Presidenza del Consiglio dei ministri.

## Storia
La mancanza di organizzazione e coordinamento dei soccorsi a seguito del terremoto che il 23 novembre 1980 colpì una vasta area della Campania e della Basilicata, la conseguente denuncia televisiva fatta dall'allora Presidente della Repubblica Sandro Pertini in merito al ritardo dei soccorsi e alle gravi mancanze nell’azione dello Stato e l'incidente di Vermicino accaduto solo qualche mese dopo dove Alfredo Rampi, bambino di 6 anni caduto accidentalmente in un pozzo rimasto aperto, morì dopo tre giorni di inutili tentativi di soccorso, fecero riflettere sulla necessità di un efficace coordinamento dei soccorsi, che nel febbraio del 1982 portò alla nomina di Giuseppe Zamberletti quale ministro per il coordinamento della protezione civile e, qualche mese dopo, all’istituzione del Dipartimento della protezione civile.

## Organizzazione
Il dipartimento odierno costituisce il superamento del precedente Ministero per il coordinamento della protezione civile, poiché in passato era alle dipendenze di quest'ultimo, mentre dal 1996 al 2001 le relative funzioni sono state assegnate al ministro dell'interno.
Al dipartimento fanno inoltre capo la Commissione nazionale per la previsione e la prevenzione dei grandi rischi (cosiddetta Commissione grandi rischi) e il Comitato operativo della protezione civile.
L'organizzazione e l'attività della struttura rientrano nell'ambito di competenza dal capo del Dipartimento.
Il dipartimento si articola in 5 uffici:
Ufficio coordinamento attività di previsione e prevenzione, comprendente 4 servizi
- rischio nucleare ed ecologico;
- rischi da incendi, da attività civili, industriali, artigianali e da trasporto;
- rischio idrogeologico;
- rischio sismico e vulcanico.

Ufficio emergenze, comprendente 6 servizi e 3 centri
- coordinamento soccorsi;
- interventi straordinari;
- pianificazione e attività addestrative;
- materiali e mezzi per l'emergenza;
- difesa civile;
- emergenza sanitaria;
- per il centro polifunzionale;
- Centro situazioni (CE.SI.);
- Centro operativo aereo unificato (C.O.A.U.);
- Centro operativo emergenze in mare (C.O.E.M.).

Ufficio opere pubbliche di emergenza, comprendente 5 servizi
- terremoti e bradisismi;
- dissesti idrogeologici;
- emergenze idriche e delle acque;
- calamità meteorologiche;
- vigilanza e controllo lavori.

Ufficio affari generali, documentazione e volontariato, comprendente 3 servizi e 2 Centri
- affari generali;
- documentazione e biblioteca;
- volontariato;
- Centro applicazioni e studi informatici (C.A.S.I.);
- Centro telecomunicazioni di protezione civile (C.T.).

Ufficio organizzazione, affari amministrativi e finanziari, comprendente 3 servizi
- organizzazione;
- affari contabili e finanziari;
- attività contrattuali.

## Funzioni
Al dipartimento sono attribuite, tra le altre, le seguenti funzioni:
- promuovere le iniziative che concorrono all'attuazione del servizio nazionale della protezione civile, compresa la predisposizione dei mezzi necessari;
- acquisire e divulgare dati e informazioni relativi alla previsione e alla prevenzione delle emergenze;
- curare i rapporti con gli enti che svolgono attività scientifica in materia di protezione civile;
- coordinare piani di protezione civile (nazionali o territoriali), di emergenza e di utilizzazione di risorse, nonché piani di soccorso e di protezione ai fini della difesa civile, comprese le misure sanitarie, per emergenze sul territorio nazionale ed estero;
- informare la popolazione e organizzare esercitazioni di protezione civile;
- coordinare le amministrazioni in vista di interventi di protezione civile nelle fasi successive all'emergenza, nei casi di gravi calamità;
- promuovere interventi di ripristino delle strutture danneggiate e la realizzazione di opere pubbliche di emergenza;
- individuare associazioni e gruppi di volontariato di protezione civile.

## Onorificenze
Al Dipartimento della Protezione Civile sono state concesse le seguenti onorificenze (al 2023):